# Cu Chi-tunnlarna

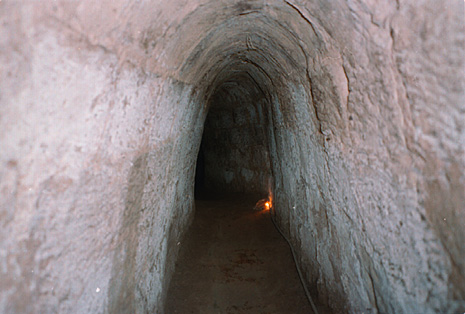
Tunnelparti anpassat för turister

Cu Chi-tunnlarna är ett omfattande nätverk av underjordiska tunnlar i Cu Chi-distriktet, ett landsbygdsdistrikt, i utkanten av Ho Chi Minh-staden i Vietnam. Tunnlarna är del av ett ännu större nätverk av tunnlar som finns i större delen av landet. Cu Chi-tunnlarna, liksom övriga tunnlar, spelade en avgörande roll under Vietnamkriget och var en av FNL:s viktigaste baser under Tet-offensiven 1968. 
Tunnlarna användes av FNL huvudsakligen som gömställen i samband med strider, vapengömmor, logi för de stridande, sjukstugor och som kommunikations- och försörjningsleder. Idag är det ett populärt resmål för turister.